# А123 (автодорога)
Федеральная автомобильная дорога А-123 «Чекшино — Тотьма — Котлас — Куратово» — автомобильная дорога федерального значения общего пользования, проходящая через Вологодскую, Архангельскую области, а также Республику Коми. Полная протяжённость автодороги — 670 км. Средняя интенсивность движения — 3700 автомобилей в сутки. На всём протяжении трасса имеет двухполосное движение.
Трасса А-123 соединяет две федеральные автодороги: М-8 «Холмогоры» и Р-176 «Вятка». Трасса соединяет региональные центры — Сыктывкар и Вологду и проходит через крупные города областей: Тотьма, Великий Устюг, Котлас, Коряжма.
Дорога находится под управлением ФКУ Упрдор «Холмогоры» (в пределах Вологодской и Архангельской областей) и ФКУ Упрдор «Прикамье» (в пределах Республики Коми).

## Особенности
- Федеральная трасса А-123 была сформирована 23 июля 2020 года[1].  Дорога перешла в оперативное управление подразделений Росавтодора с 15 апреля 2021 года[2].
- Протяженность трассы А-123 в границах Вологодской области составляет 409 км, в Архангельской — 195 км, в Республике Коми — 66 км. Автодорога является важной транспортной артерией Русского Севера и формирует Северный широтный коридор[3].
- В составе трассы в пределах Вологодской и Архангельской областей находятся 40 мостов общей протяжённостью 4,9 км. Самые длинные из них — переходы через реки Сухону и Северную Двину.
- Федеральная трасса состоит из участков региональных трасс; вологодские участки Р7 Чекшино — Тотьма и «Сухонского тракта» Тотьма — Нюксеница — Великий Устюг. Далее участок Р157 Великий Устюг — Котлас и также несколько бывших районных дорог. Некоторые из этих регионалок также планируется передать в федеральную собственность.
- Треть от общей протяжённости дороги относится ко II-й категории, остальные участки соответствуют параметрам III-й и IV-й категорий[4].

## Маршрут

### Вологодская область

#### Сокольский район

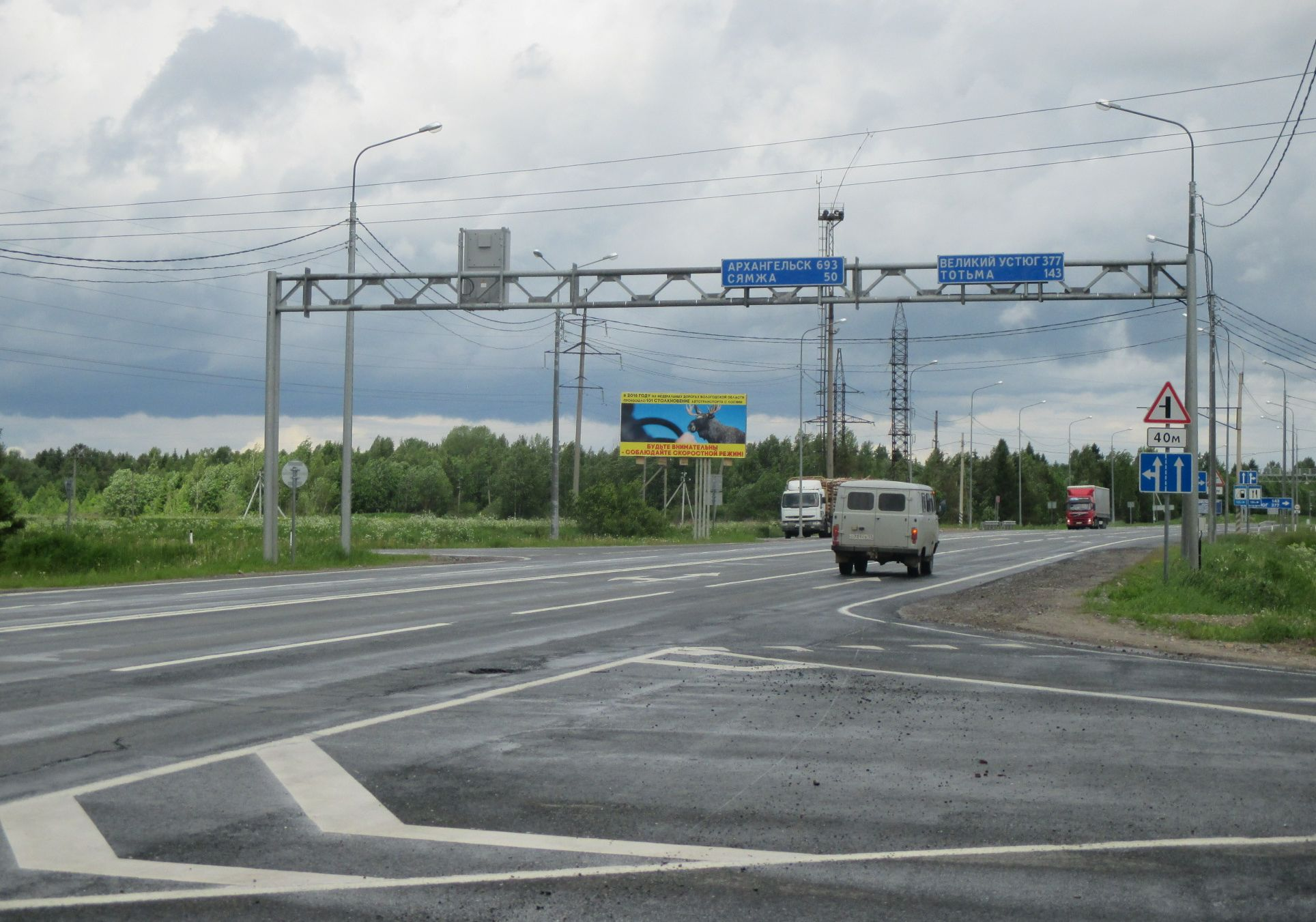
Пересечение и у д. Чекшино

- а/д М8 «Холмогоры», 530-й км (Чекшино)
- Воробьёво
- Чучково
- Биряково
- Туровец

#### Тотемский район
- Юбилейный
- Погорелово
- Мост через реку Царева
- Царева
- а/д Р7 на Никольск
- Тотьма

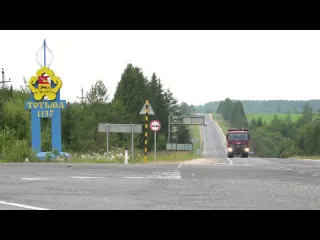
Подъезд к г. Тотьма

- Мост через реку Песья-Деньга
- Мост через реку Ковда
- Мост через реку Большая Нореньга
- Медведево
- Мост через реку Малая Нореньга
- Лобаниха
- Камчуга
- Мост через реку Пельшма

#### Тарногский район

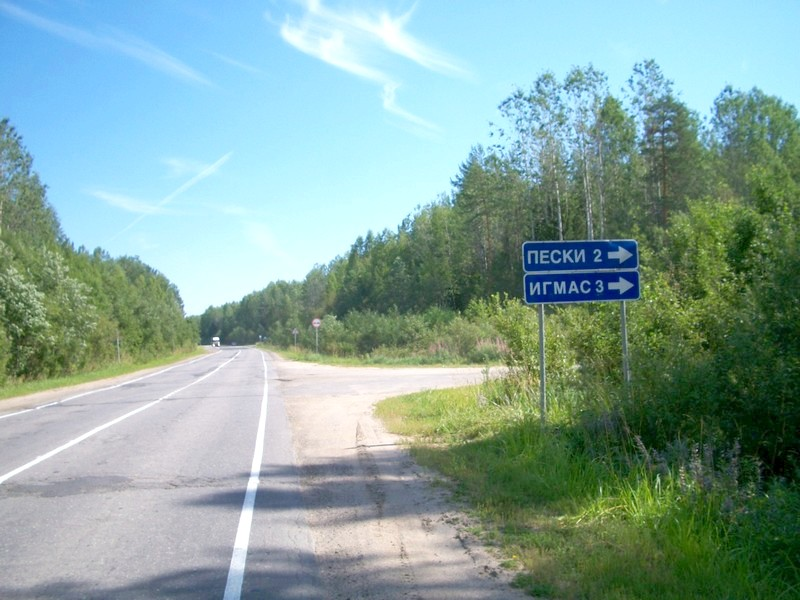
Автодорога в Тарногском районе

- Игмас, Пески
- Сергиевская

#### Нюксенский район
- а/д 19К-010 на Тарногский Городок
- Мост через реку Уфтюга
- Березовая Слободка
- Нюксеница
- Мост через реку Сухона
- Звегливец
- Городищна
- Мост через реку Городишна
- Мост через реку Сельменьга
- Мост через реку Большая Бобровка
- Бобровское
- Леваш
- Вострое
- Мост через реку Правая Сученьга

#### Великоустюгский район
- Полдарса

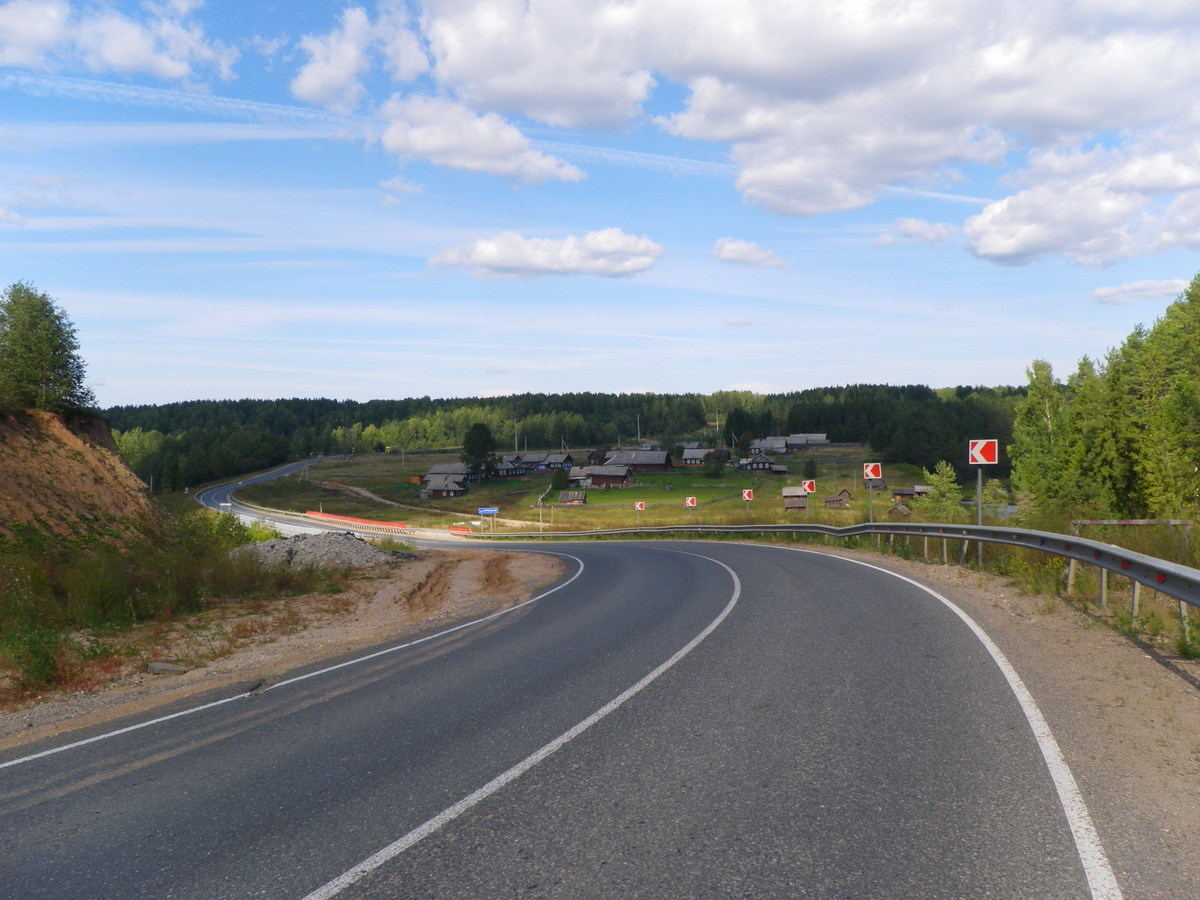
Мост через реку Стрельна, Великоустюгский район

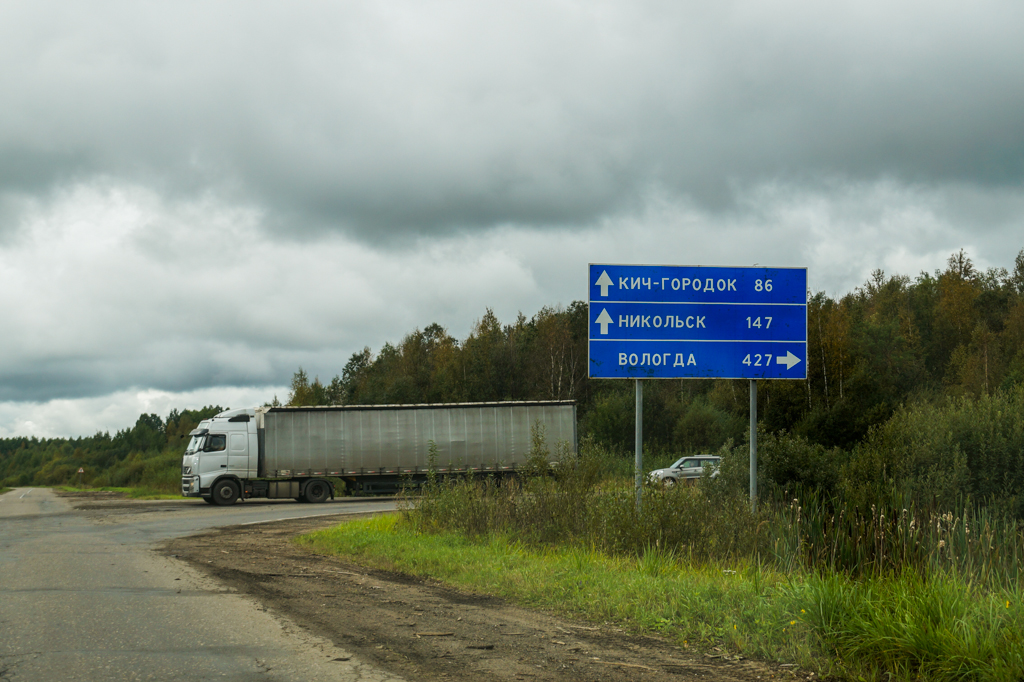
Пересечение автодорог и ' «Урень — Шарья — Никольск — Ширяево»

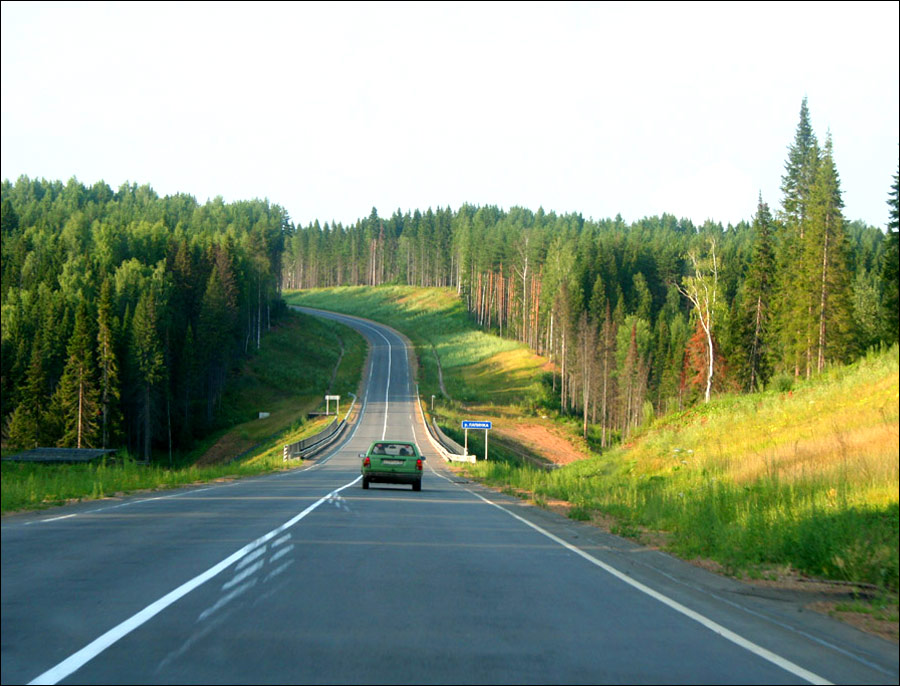
Мост через реку Лапинка

- Мост через реку Стрельна
- Студёное
- Верхнее Анисимово
- Кичуга
- Мост через реку Луженьга
- Большая Слобода
- Горка-Манагорская
- а/д Р157 на Шарью
- Морозовица
- Валга
- Меденицыно
- Мост через реку Сухона
- Великий Устюг (ул. Песчаная) 
  -  ул. Гледенская ( Вотчина Деда Мороза, центр)
  -  ул. Военных Курсантов (  Великий Устюг)
  - ул. Железнодорожная ( Великий Устюг,  ЛК Мороз Арена)
- Коробейниково
- Мост через реку Стрига
- Мост через реку Хайма
- Мост через реку Ямжа
- Полутово
- Васильевское (ул. Центральная)
- Красавино
  - Красавино
- Мост через реку Лапинка

### Архангельская область

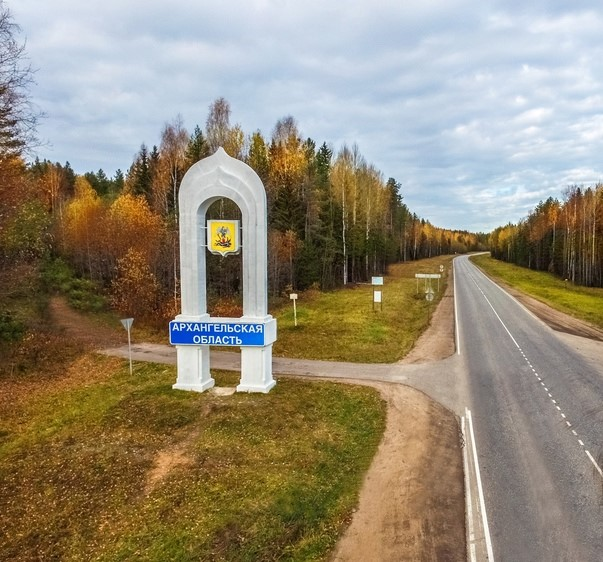
А-123 на границе Вологодской и Архангельской областей

#### Котласский район
- Приводино
- Курцево
- Куимиха
- Мост через реку Удима
- Ядриха

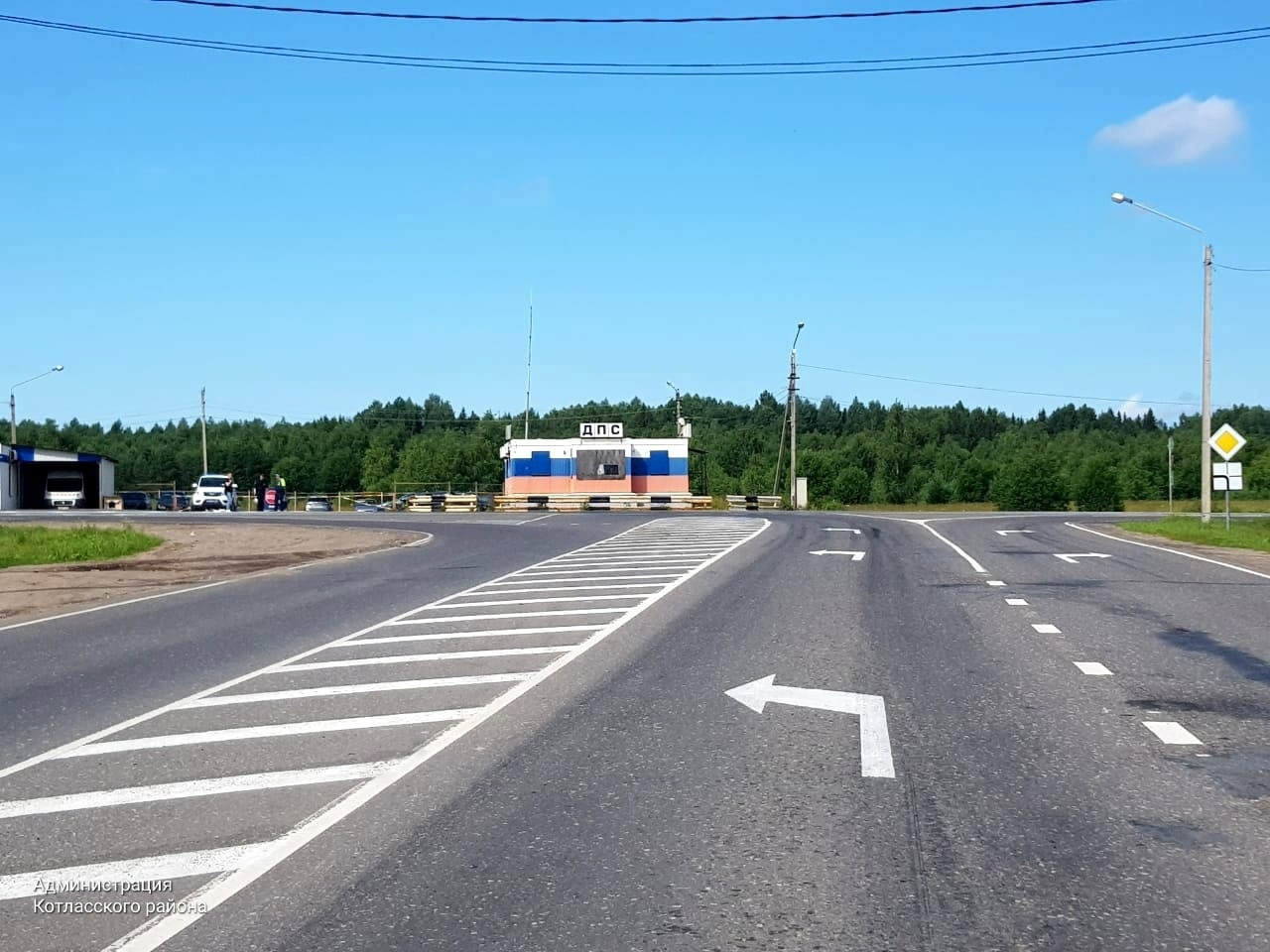
Пост ДПС на выезде из г. Котлас, пересечение с дорогой на Архангельск

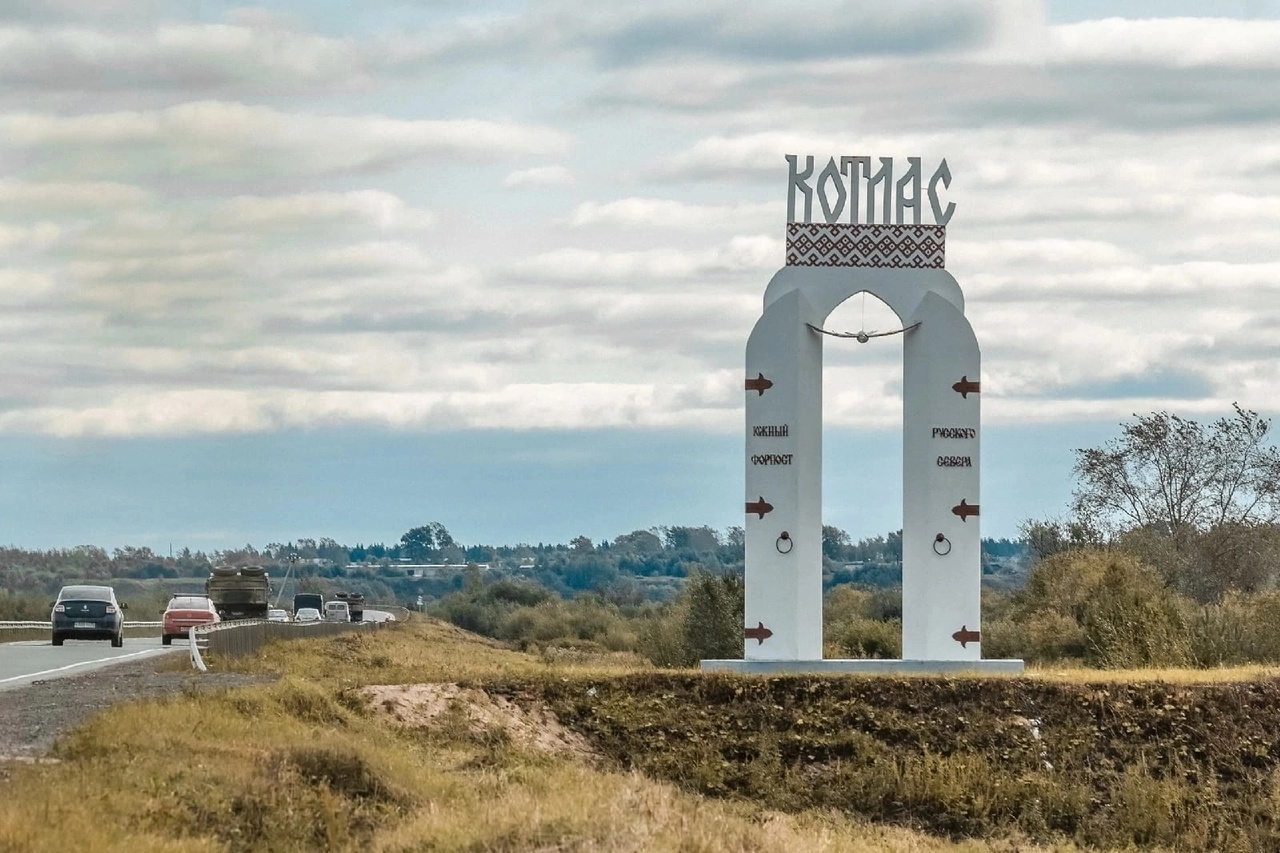
Въезд в Котлас

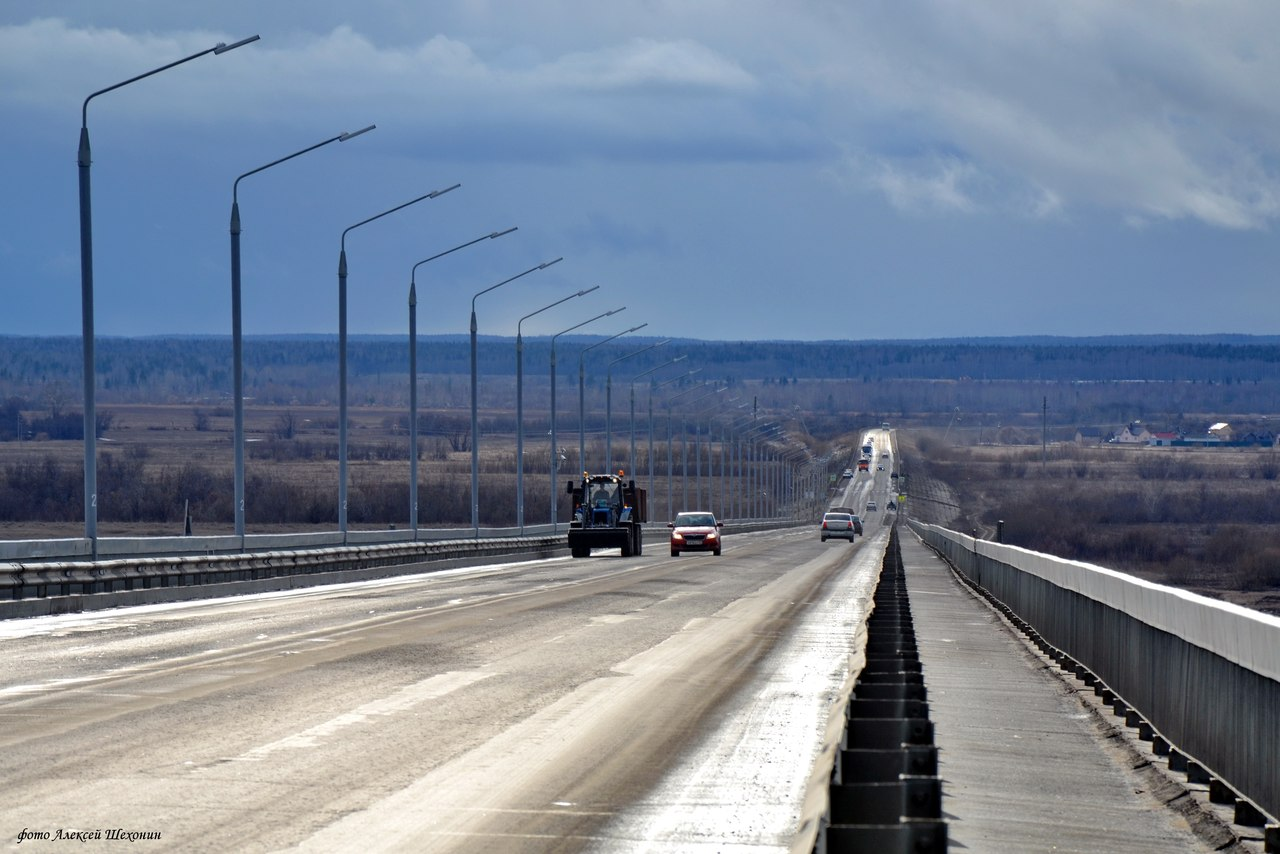
Мост через реку Малая Северная Двина

- а/д М8 «Холмогоры» — Котлас на Архангельск
- Мост через реку Малая Северная Двина
- Котлас (Восточное шоссе) 
  - ул. Чиркова 
  -  Котлас
- Мост через реку Лименда
- Вычегодский (ул. Асеевская, ул. Энгельса)
- Ватса
- а/д 11К-345 на Сольвычегодск
- Коряжма (Магистральное шоссе, ул. Архангельская) 
  -  ст. Низовка 
  - ул. Глейха
- Черёмушский
- Коряжемка
- Мост через реку Большая Коряжемка
- Борки
- Нырма
- Сведомково
- Ивовец
- Мост через реку Виледь
- Мокрая Горка
- Туйково

#### Вилегодский район
- Виледь
- Никольск
- Горбачиха
- Кошкино
- Матвеевская
- Конгур
- Мухонская

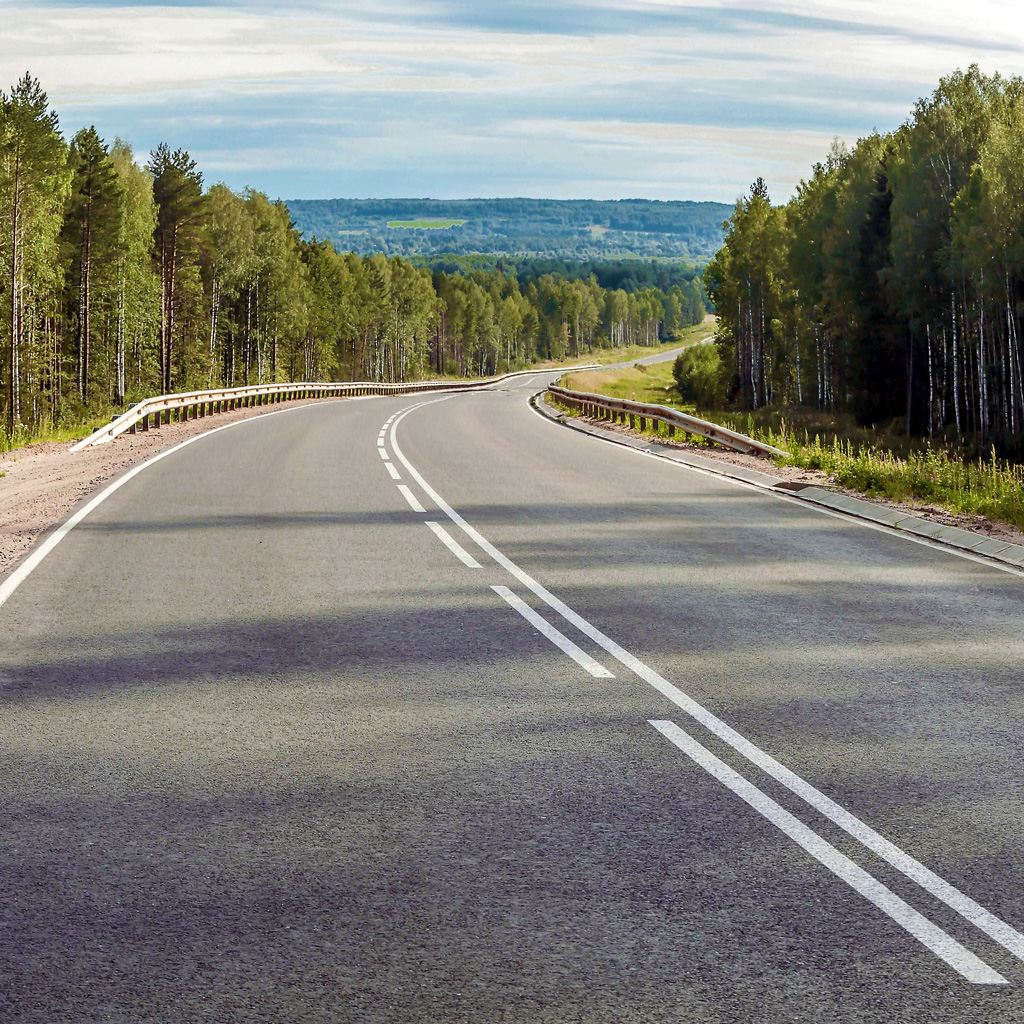
Автодорога в Вилегодском районе

- Ильинско-Подомское (ул. Советская) 
  -  Пешеходный мост, Ильинская церковь
- Воронцово
- Дьяконово
- Павловск
- Маурино
- Лубягино
- Насадкинская
- Вилегодск
- Дресвянка
- Самино
- Мост через реку Виледь
- Пригодино
- Клубоковская
- Мост через реку Нарчуг
- Сорово
- Мост через реку Соргиль
- Широкий Прилук

### Республика Коми

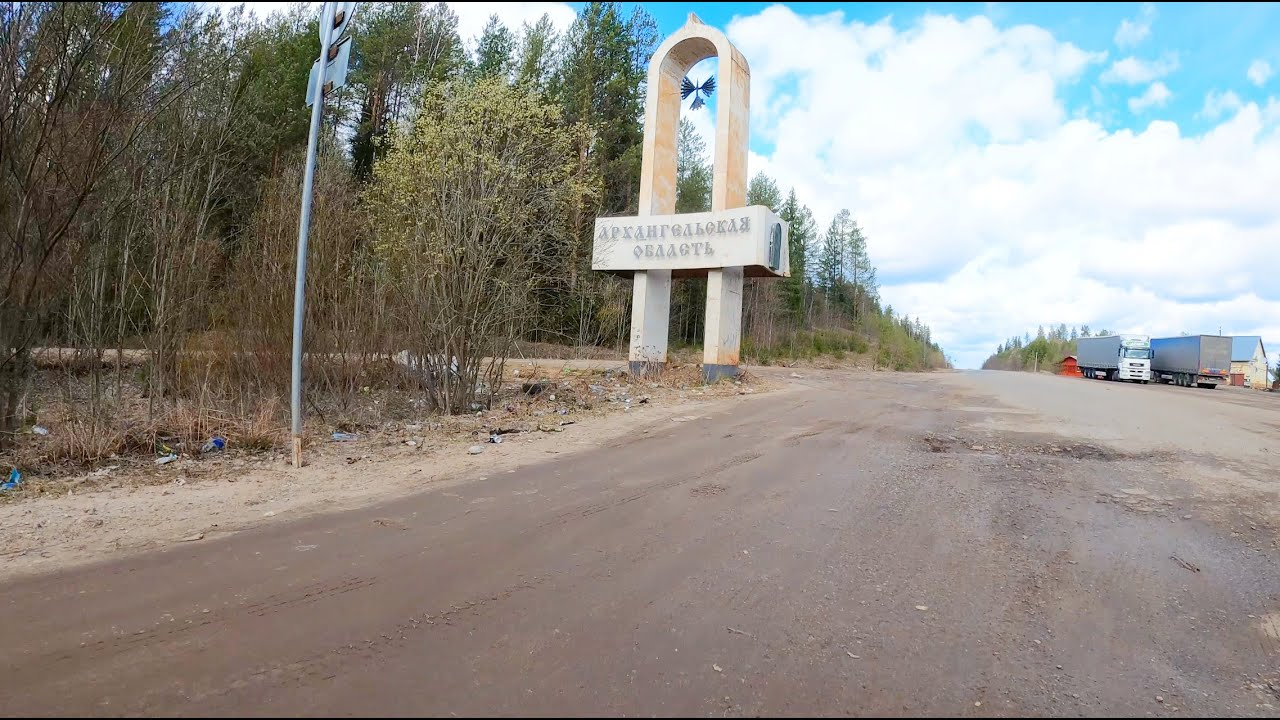
Автодорога на границе Архангельской области и Республики Коми, 2022 год

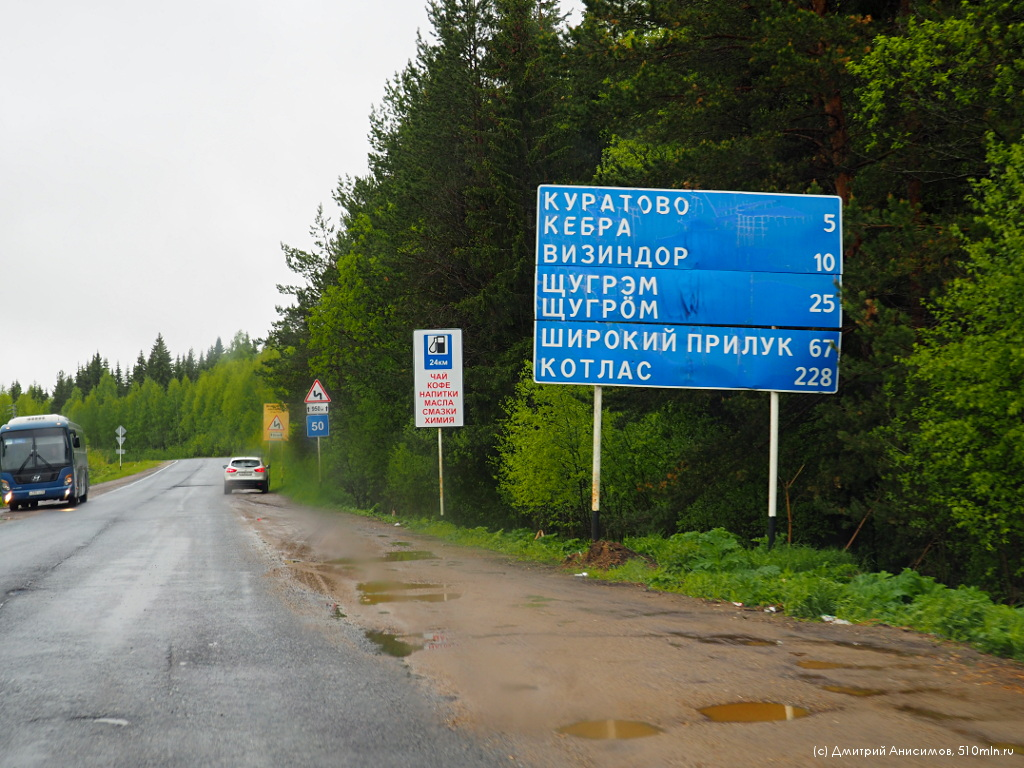
Пересечение и у села Куратово

#### Прилузский район
- Мост через реку Ягорка
- Мост через реку Великая Охта

#### Сысольский район
- Шугрэм
- Мост через реку Вайчугрэм
- Мост через реку Видзью
- Визиндор
- Мост через реку Большая Визинга
- Куратово
- а/д Р176 «Вятка», 681-й км

## Использование
Трасса А-123 соединяет две федеральные трассы и, как следствие, на ней наблюдается большая интенсивность движения. Автодорога связывает Вологду, Архангельск с Кировом, Сыктывкаром и Нарьян-Маром. Также дорога связывает между собой небольшие города, посёлки и селения областей с помощью частного транспорта. Трасса пользуется популярностью круглогодично.
По автодороге проходят пассажирские перевозки автобусов Великий Устюг — Вологда, Никольск — Вологда, Великий Устюг — Сыктывкар, Котлас — Сыктывкар, Великий Устюг — Красавино — Котлас. Осуществляется грузовая вывозка леса и пиломатериалов, перевозятся транзитные грузы.
Трасса пользуется большой популярностью для туристов и гостей. До Великого Устюга организуются автобусные, ж/д и авиатуры благодаря проекту «Великий Устюг — Родина Деда Мороза». Также на автодороге расположены и другие города с богатой историей и большим количеством достопримечательностей.
Водители ранее постоянно жаловались на качество дорожного полотна. Полностью отремонтировать и сдать в эксплуатацию дорогу планируют к 2026 году. Это позволит привести участки автотрассы в нормативное состояние, расширить пропускную способность.

### Текущее состояние

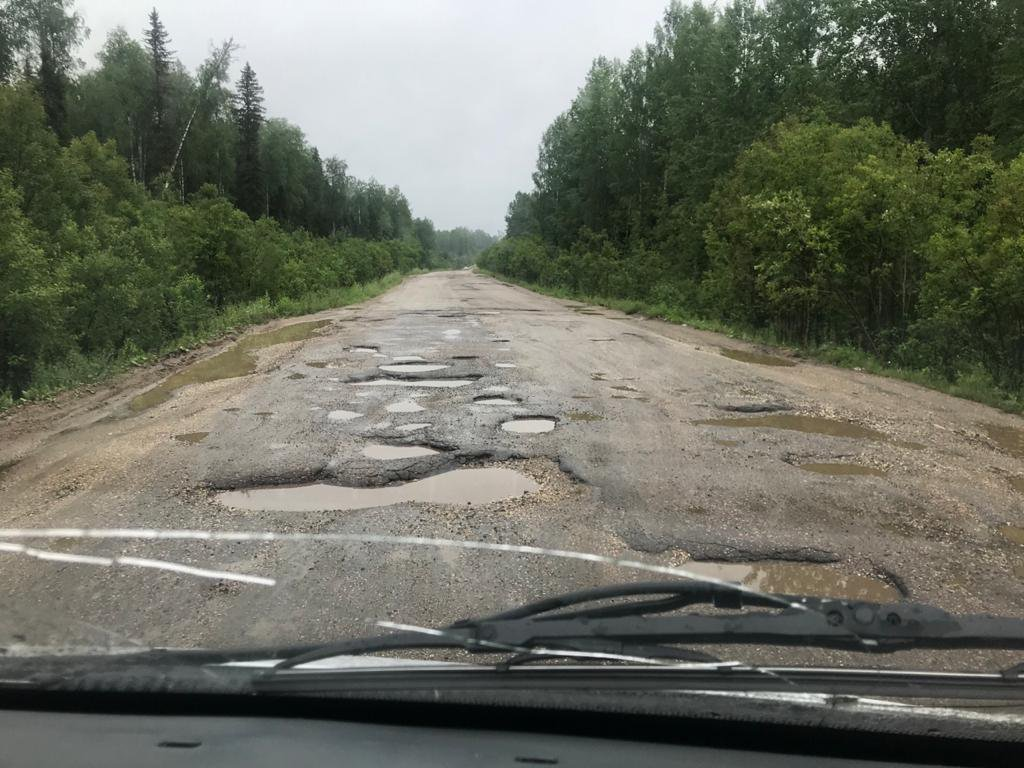
Участок в Республике Коми

По состоянию на 2023 год 50 % дороги отремонтировано и находятся в хорошем состоянии, 30 % дороги находятся в удовлетворительном состоянии (ремонты проводились ещё в региональном подчинении), а 20 % дороги находятся в неудовлетворительном состоянии и нуждаются в капитальном ремонте. Среди убитых участков стоит отметить отдельные участки с высокой ямочностью от Чекшино до Тотьмы (км 0 — км 143), подъезд к Великому Устюгу (км 358 — км 377), границу Архангельской области и Республики Коми (км 578 — км 604 и км 604 — км 627).
На декабрь 2024 года наблюдается деградация федеральной автодороги А-123 (увеличение протяжённости плохих участков и недостаточное количество ремонтируемых участков). Состояние трассы на участках в Вологодской области — хорошее, однако участок Чекшино — Тотьма на февраль 2025 года в больших выбоинах, неровностях и трещинах, возникла большая ямочность, и основная причина этому — аномально тёплая зима с обильными осадками, а также перепады температуры. В Архангельской области на участках Приводино — Котлас — Коряжма — Ильинско-Подомское появились выбоины и неровности, расслоение асфальтового покрытия, колейность; участок Клубоковская — Широкий Прилук в неудовлетворительном состоянии, огромные выбоины, пучинистости и просадки. В зимнее время данный участок (км 578 – км 604) содержится под уплотненным снежным покровом, что при низких температурах приводит к гололёду. Участок в Республике Коми (км 604  – км 627) — в хорошем состоянии (проведены работы устройства слоёв износа), участок км 627 — км 670 в удовлетворительном состоянии, на месте старого асфальта появляются значительные трещины и выбоины.

## Ремонт

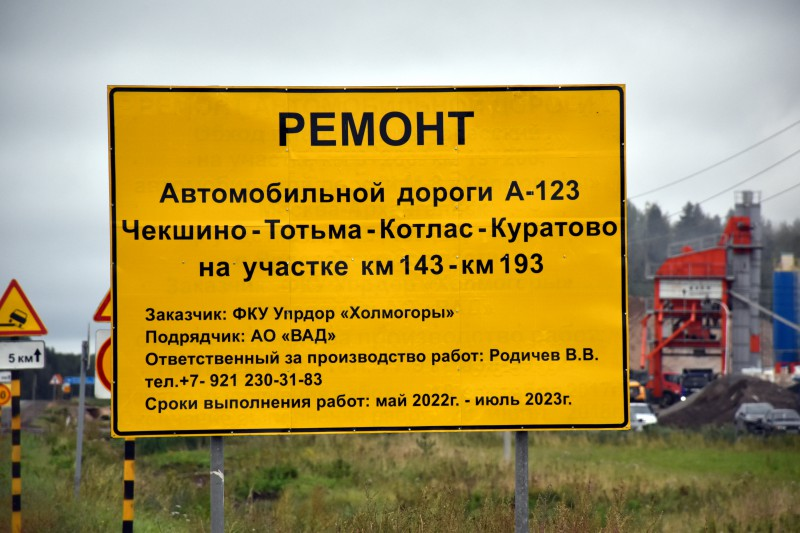
Ремонт участка от Тотьмы до Нюксеницы

По информации Росавтодора, в период с 2022 по 2023 год на автодороге проводится ремонт трёх участков. Первые два из них — от Тотьмы до Нюксеницы (км 143 — км 193 и км 193 — км 239). Третий участок — в Великоустюгском районе (км 311 — км 329). Выполнены следующие работы: фрезерование существующего покрытия автомобильной дороги, устройство основания, замена и устройство водопропускных труб, устройство новой дорожной одежды, укрепление откосов насыпи автомобильной дороги, устройство водоотвода, обустройство автомобильной дороги техническими средствами организации дорожного движения. Все работы проводятся в Вологодской области. В Архангельской области проводятся планово-предупредительные работы на мосту через реку Виледь (км 499): фрезерование существующего покрытия на мосту, нанесение гидроизоляции, устройство новой дорожной одежды, обустройство техническими средствами организации дорожного движения.

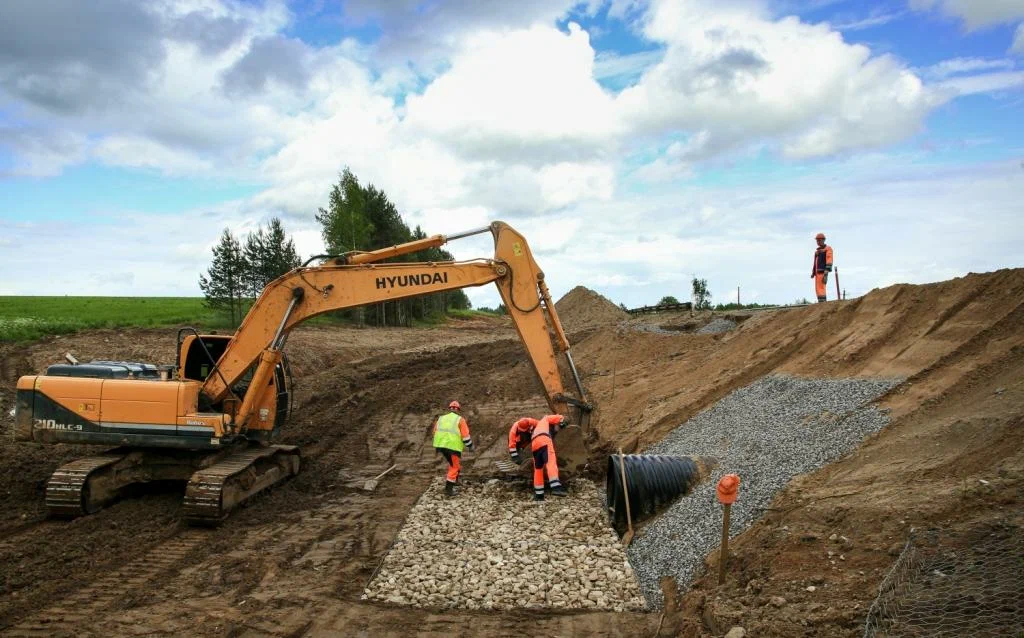
Устройство водопропускных труб

В 2021—2022 годах были проведены капитальные ремонты мостов через реки Вопра (км 88), Ковда (км 142), Тиксна (км 84), Царева (км 115), Песья-Деньга (км 138), Вотча (км 40), Корбанка (км 17), Стрелица (км 55), Стрельна (км 325), Коряжемка (км 484), а также путепровода через железную дорогу (км 455). В эти же годы проводились работы по устройству верхних слоёв износа на участках: км 73 — км 78, км 329 — км 346, км 382 — км 400, км 416 — км 437, км 449 — км 456, км 461—465, км 517 — км 525. Также проводились работы по ликвидации дефектов покрытия на участках км 0, км 114 — км 115, км 135 — км 137, км 349, км 356 — км 358 и км 379 — км 382, км 432 — км 433, км 472 — км 473, км 599 — км 604.
В 2023—2025 годы планируется капитальный ремонт 9 мостов через реки Уфтюга (км 235), Городишна (км 246), Правая Сученьга (км 292), Сельменьга (км 257), Луженьга (км 347), Хайма (км 388), Ямжа (км 390), Малая Северная Двина (км 441), Виледь (км 571), проведение капитального ремонта на участках км 0 — км 99, км 99 — км 143 (Чекшино — Тотьма). На 2023 год планируются работы по устройству слоёв износа на участках км 0 — км 10, км 345 — км 346; ликвидация дефектов покрытия на участках: км 55, км 58, км 86, км 98, км 437, км 448, км 471, км 498, км 500, км 542; планово-предупредительные работы на мосту через реку Лапинка на км 405 (по сообщению дорожников 2022 года планируемые работы будут выполнены при условии доведения средств ФДА «Росавтодор», однако на декабрь 2024 года бо́льшая часть работ так и не была начата из-за недостатка финансирования). 
На конец 2024 года начаты работы по ремонту участка км 60 — км 99 в Сокольском районе; проведена установка недостающего освещения пешеходных переходов на участках в Вологодской области км 358 (Горка-Манагорская), км 376 (Новатор), в Архангельской области км 429 (Куимиха), км 430 (Забелинская), км 519 (Никольск). В Архангельской области проведён ямочный ремонт покрытия картами на участке км 598 – км 604. В планах на участке км 578 – км 604 (Клубоковская — Широкий Прилук) проведение ремонта при доведении соответствующего финансирования. В Республике Коми выполнены работы по ликвидации дефектов покрытия на участке км 604 — км 670, устройство слоёв износа на км 604 — км 627. Все указанные работы и планируемые работы выполняются подрядными организациями на основании государственных контрактов, заключенных с ФКУ Упрдор «Холмогоры» и ФКУ Упрдор «Прикамье».